# 川棚町立川棚中学校
川棚町立川棚中学校（かわたなちょうりつ かわたなちゅうがっこう、Kawatana Town Kawatana Junior High School）は、長崎県東彼杵郡川棚町中組郷にある公立中学校。

## 概要
歴史
1947年（昭和22年）に創立。2012年（平成24年）に創立65周年を迎えた。
校訓
「誠実・努力・創造」- 1982年（昭和57年）に制定。
校章
校名の「川」と「中」を組み合わせたものとなっている。
校歌
1950年（昭和25年）に制定。作詞は堀池正夫、作曲は山口健作による。歌詞は4番まであり、3番に校名の「川棚」が登場する。
校区
「長崎県東彼杵郡川棚町全域」」。小学校区は川棚町立川棚小学校・川棚町立石木小学校・川棚町立小串小学校。

## 沿革
- 1947年（昭和22年）
  - 4月1日 - 学制改革（六・三制）が行われる。
    - 国民学校の初等科が改組され、「川棚町立川棚小学校」となる。
    - 国民学校の高等科と青年学校の普通科が改組され、「川棚町立川棚中学校」（現校名）となる。小学校の一部教室と旧川棚町公民館を借用して授業を開始。

  - 5月 - 旧海軍工員宿舎（現・長崎県立川棚高等学校校地）に移転。小学校との併設を解消。
- 1950年（昭和25年）3月 - 校歌を制定。
- 1951年（昭和26年）
  - 2月 - 中組郷（現在地）に新校舎が完成し移転を完了。
  - 10月 - 講堂が完成。
- 1954年（昭和29年）5月 - 校旗を制定。
- 1957年（昭和32年）3月 - 職業科実習室が完成。
- 1961年（昭和36年）6月 - 4教室を増築。
- 1962年（昭和37年）11月 - 制服を制定。
- 1963年（昭和38年）4月 - 長崎県立光が丘学園内に光が丘分校を設置。
- 1973年（昭和48年）3月31日 - 光が丘分校を廃止（長崎県立川棚養護学校新設のため）。
- 1976年（昭和51年）6月 - クラブ活動更衣室が完成。
- 1979年（昭和54年）4月　- 鉄筋コンクリート造4階建ての校舎が一部完成・移転。
- 1980年（昭和55年）
  - 3月 - 新校舎が完成し、移転を完了。
  - 4月 - B校舎（東校舎）を解体。
- 1981年（昭和56年）4月 - 体育館が完成。
- 1982年（昭和57年）1月 - 校訓を制定。
- 1985年（昭和60年）11月 - 2階建てのクラブハウスが開店。
- 1987年（昭和62年）3月 - 東側校舎を増築。
- 1988年（昭和63年）6月 – プールが完成。
- 1993年（平成6年）3月 –コンピューター室を設置。

## アクセス
最寄りの鉄道駅
- JR九州 大村線　「川棚駅」

最寄りのバス停
- 西肥自動車（西肥バス）「川棚役場前」バス停

最寄りの道路
- 国道205号
- 長崎県道・佐賀県道4号川棚有田線

## 周辺
- 川棚町役場・中央公民館・川棚町郷土資料館
- 川棚町立川棚小学校
- 国立病院機構長崎川棚医療センター
- 長崎県立桜が丘特別支援学校
- 九州労働金庫川棚相談センター
- 長浜大明神宮
- 常在寺
- 川棚川

## 著名な出身者
- 百武義成（元サッカー選手）

## 参考資料
- 「川棚町郷土誌」（2002年（平成14年）3月27日発行、川棚町教育委員会）p.500 - p.501

## 関連事項
- 長崎県中学校一覧